# Linesøya
Linesøya est une île du comté de Trøndelag, en Norvège. Elle se trouve à environ 3 kilomètres au large d’Åfjord, sur le continent, et à 1 kilomètre au sud-ouest de l’île de Stokkøya. L’île de 16,6 kilomètres carrés se trouve également à environ 6,5 kilomètres au nord de la plus petite île de Lauvøya. Le point culminant de Linesøya est la montagne Linesfjellet, haute de 230 mètres.

## Pont entre Stokkøya et Linesøya
Après l’achèvement en 2011 du pont Linesøy entre Linesøya et Stokkøya et du pont Stokkøy de Stokkøya au continent, il y a une route sans ferry vers le continent depuis Linesøya.

## Galerie

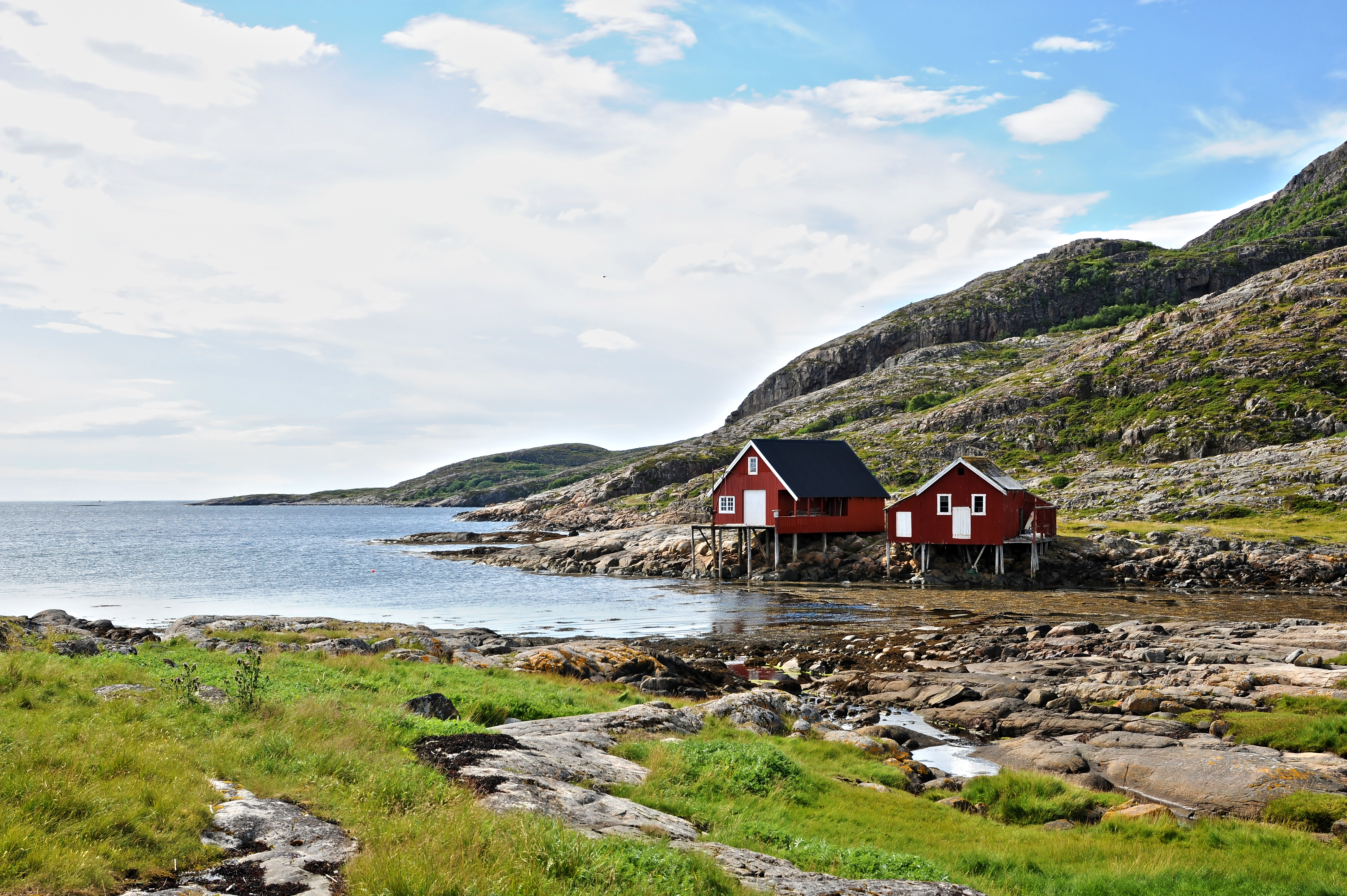
Linesøya et le Frohavet.
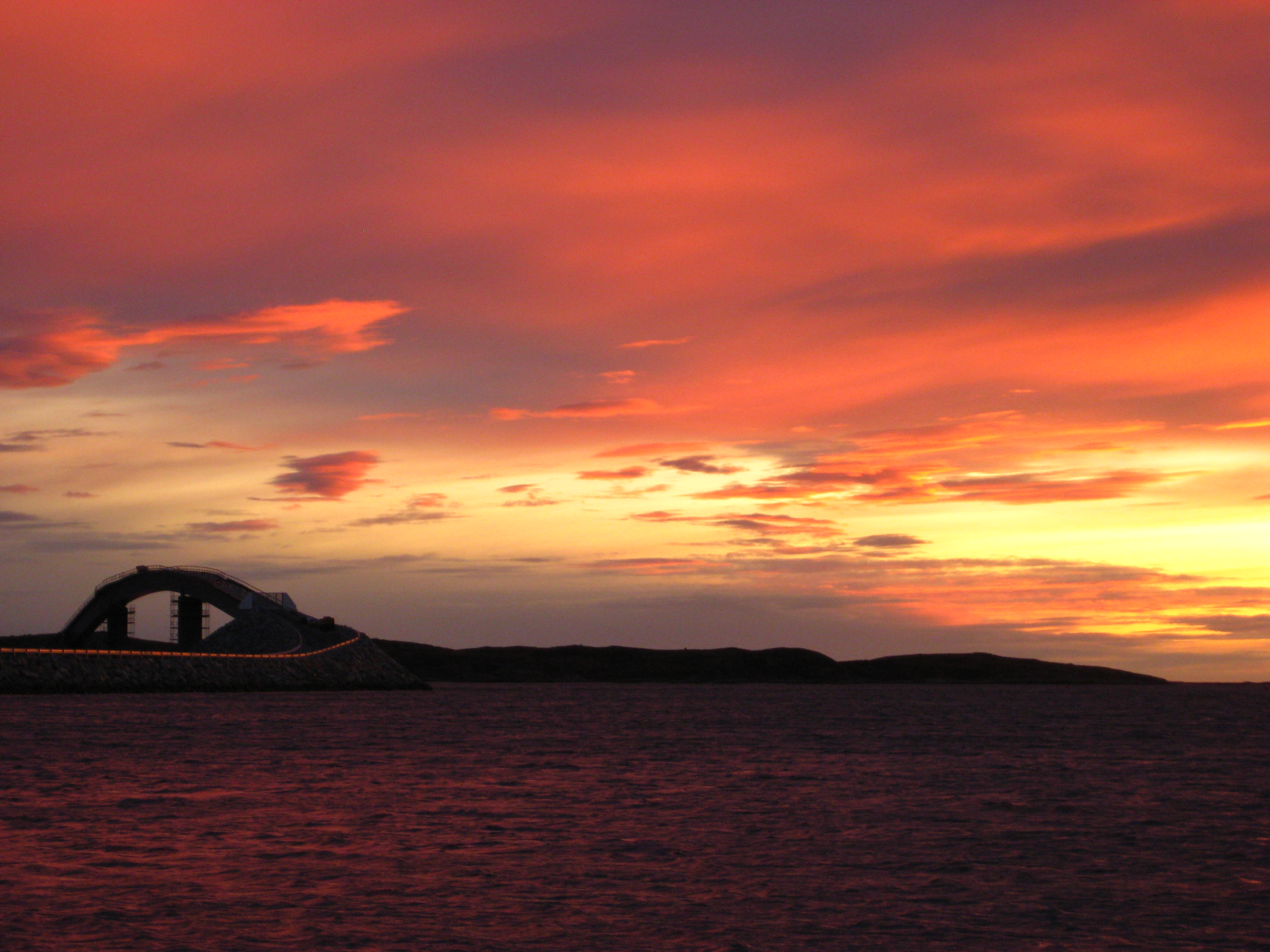
Pont Linesøy entre Stokkøya et Linesøya.
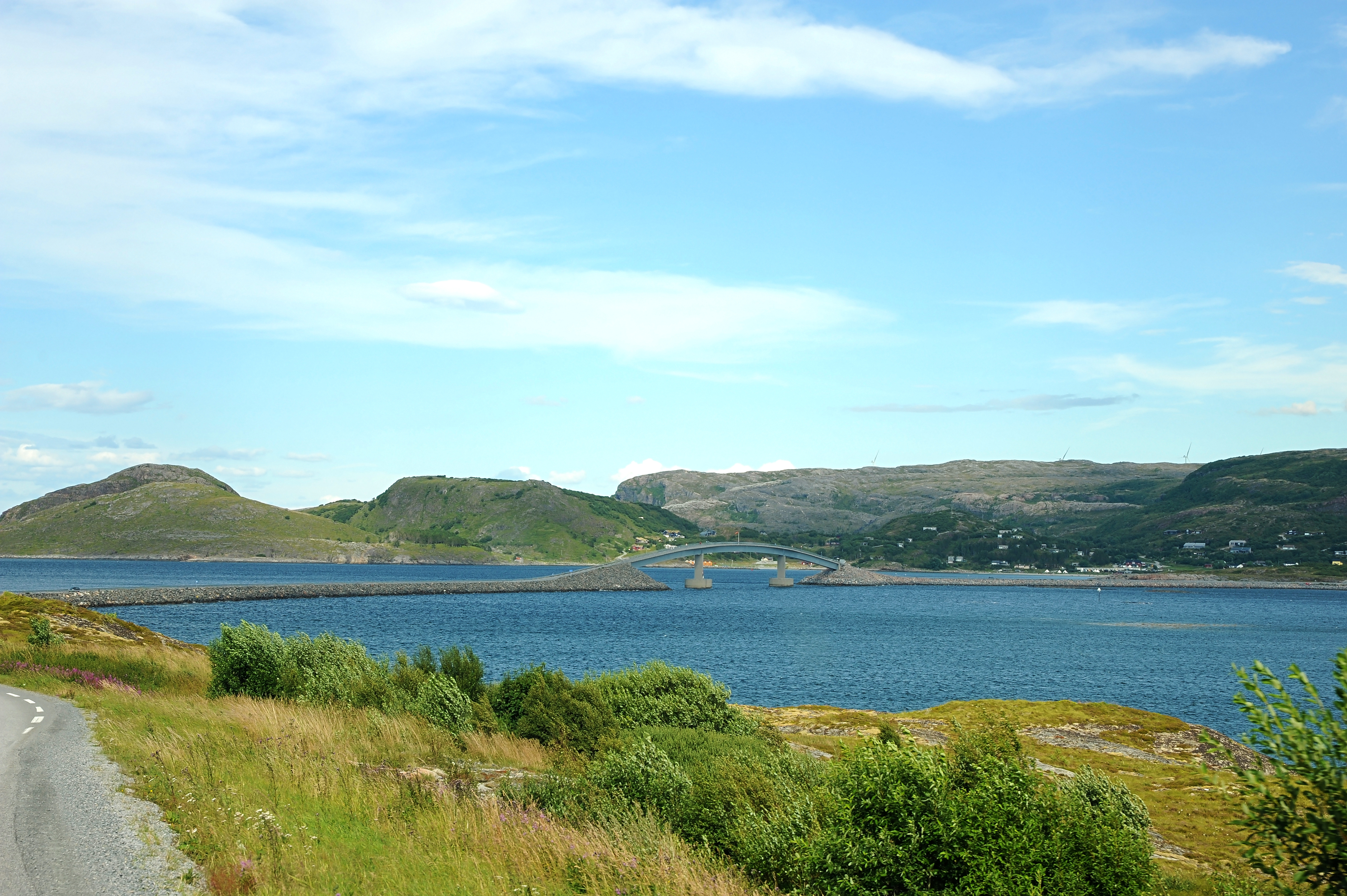
Pont Linesøy.